# Ladislav Mrazović
Ladislav Mrazović (* 20. August 1849 in Zagreb; † 30. August 1881 ebenda) war ein kroatischer Schriftsteller und Publizist.

## Leben
Ladislav Mrazović wurde als Sohn des Juristen, Politikers, Schriftstellers und Publizisten Matija Mrazović (1824–1896) und dessen Ehefrau Barbara (1822–1905) in Zagreb, der Hauptstadt des Königreichs Kroatien und Slawonien im ungarischen Teil der damaligen Doppelmonarchie, geboren. Als er vier Jahre alt war, kam seine Schwester Stanka (1853–1934), genannt Nonica, spätere Frau des Bankdirektors Franjo „Frane“ Šverljuga (1844–1921), zur Welt. Nach der allgemeinen Schulbildung in seiner Heimatstadt studierte er an den Universitäten Zagreb (1866), Prag (1867) und Wien (1868; bei den Professoren Joseph Unger und Lorenz von Stein) Rechtswissenschaft. Sein Studium schloss er im Jahre 1870 mit dem Dr. jur. ab. Danach leistete er seinen Militärdienst ab und erkrankte in dieser Zeit an Tuberkulose. Während eines Aufenthaltes in Italien widmete er sich dem Kunststudium. Ab dem Jahre 1876 diente er der Kroatisch-slawonischen Landesregierung in Zagreb als Konzipient.
Parallel zu diesen Tätigkeiten schrieb Mrazović Novellen, Skizzen, Abhandlungen über Kunst und Kunstgewerbe, Literatur- und Theaterkritiken, sowie Reisebeschreibungen aus Kroatien, Dalmatien, Krain und Italien, die wiederum in verschiedenen Zeitungen und Zeitschriften abgedruckt wurden. Einige seiner Werke erschienen in der Vienac (dt.: Kranz), in der Obzor (dt.: Rundschau) oder in der Zeitung Parlamentär. Des Weiteren war Mrazović Sekretär der literarischen Gesellschaft Matica hrvatska, die unter anderem die Zeitung Vienac publizierte, sowie ein Mitglied des Theaterkomitees des Kroatischen Nationaltheaters in Zagreb. Wie seinem Schwager Franjo Šverljuga gehörten auch Mrazović Anteile an der Zagreber Druckerei Dionička.
Ladislav Mrazović, der als talentiert und hochgebildet galt, starb zehn Tage nach seinem 32. Geburtstag in seiner Heimatstadt Zagreb an den Folgen einer Tuberkuloseerkrankung. Zuvor hatte er noch vergeblich versucht sich in der Schweiz und in Schlesien von der Krankheit zu erholen. Auch im Kurort Bad Gleichenberg wurde er in den Jahren 1874, 1875 und 1876 als Kurgast gelistet. Er wurde am Mirogoj-Friedhof, dem Zentralfriedhof von Zagreb, bestattet. Sowohl die Eltern, als auch die Schwester mit ihrer Familie wurden später im selben Grab beigesetzt.

## Werke (Auswahl)
- Iz Mletaka (dt.: Aus Venedig). In: Vienac, 1874.
- Bleško jezero i bohinjska dolina (dt.: Der Veldeser See und das Wocheiner Tal). In: Vienac, 1875
- Budva (dt.: Budua). In: Vienac, 1875
- Dante. In: Vienac, 1876
- Iz Firence u Rim (dt.: Von Florenz nach Rom). In: Vienac, 1876
- Štil u umjetnosti (dt.: Über den Stil in der Kunst). In: Vienac, 1878
- Hrvatska domaća industrija (dt.: Die kroatische Hausindustrie). In: Glasnik društva za umjetnost i umjetni obrt, 1888